# Elatostema euphlebium
Elatostema euphlebium är en nässelväxtart som beskrevs av Elmer Drew Merrill. Elatostema euphlebium ingår i släktet Elatostema och familjen nässelväxter. Inga underarter finns listade i Catalogue of Life.